# Canard branchu
Aix sponsa
Espèce
Statut de conservation UICN

 LC  : Préoccupation mineure
Le Canard carolin (Aix sponsa) ou Canard branchu est l'une des deux espèces du genre Aix. Il doit son nom à la Caroline, états des États-Unis où les premiers spécimens furent capturés.

## Description

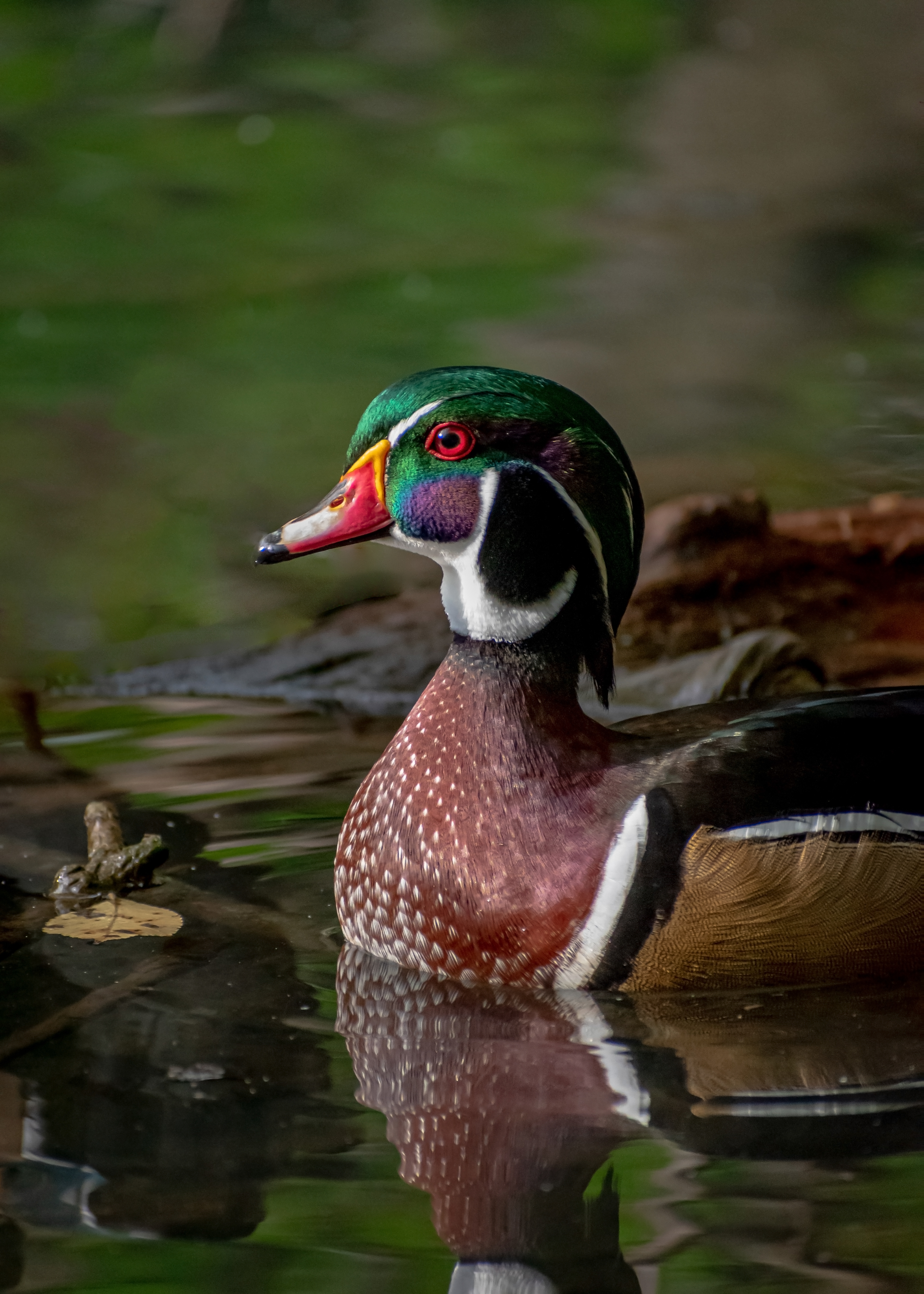
Lorsque je me suis approché de l'étang, j'ai vu ces canards qui jouaient entre eux sur la rive et dans l'étang. J'ai essayé de m'approcher le plus possible. J'ai vu un arbre tombé qui touchait presque l'eau de l'étang. Les canards en étaient proches. J'ai donc décidé d'aller m'asseoir sur une branche de cet arbre. Au début, ils se sont un peu éloignés de moi, mais après 5 minutes, ils ont commencé à redevenir confiants et au fur et à mesure que le temps passait, ils ont recommencé à jouer, mais, cette fois-ci, très proches de moi. Parfois, je n'arrivais même pas à faire tenir leur corps entier avec mon zoom, même avec la longueur de mise au point la plus faible. J'avais l'impression de faire partie de leur équipe. Septembre 2022.

Le canard carolin mesure environ les trois-quarts de la taille d'un canard colvert, soit environ 50 cm pour une envergure de 75 cm. Le mâle a un plumage vivement coloré qui fait que l'espèce est souvent détenue en captivité, la femelle est, quant à elle, beaucoup plus terne. Chez l'adulte, la masse avoisine les 850 g.

## Répartition

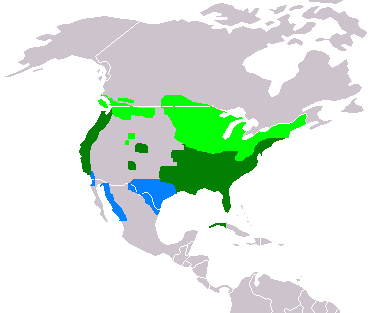
Répartition géographique :
habitat permanent
zone d'hivernage
nidification

Cette espèce se rencontre principalement sur les côtes est et ouest des États-Unis, mais aussi au Mexique et jusqu'au Canada en période de reproduction.

## Habitat
Cet oiseau fréquente les zones boisées le long des rivières, les lacs et marais de son aire de répartition. La première mention de cette espèce au Maroc a été faite en 2018

## Alimentation
Le canard carolin se nourrit dans son milieu naturel de plantes aquatiques, de graines et fruits ainsi que d'insectes. En captivité, souvent maintenu avec d'autres espèces ayant de légères différences alimentaires, ou même en spécifique, il se nourrit et s’accommodera également de salades, et d'un certain nombre d'autres légumes simples communs, souvent fournis en compensation des plantes et autres mets rencontrés dans son milieu.

## Reproduction
Les mâles arborent tout au long de l'année un plumage terne presque semblable à celui des femelles. Mais quand vient la période de reproduction, à la saison des amours, le canard carolin se pare d'un plumage somptueusement coloré. Cet oiseau se reproduit dans les régions de l'Ontario, du Québec et du Nouveau-Brunswick. 

### Nidification
Cette espèce a besoin d'arbres pour nidifier puisque les œufs sont pondus en milieu naturel dans une cavité d'arbre. Le nid est souvent situé à proximité de l'eau afin de permettre aux canetons d'y sauter dès leur 2e jour pour rejoindre leur mère qui les appelle d'en bas. En captivité un simple nichoir artificiel adapté à sa taille et semblable à ce qu'il rencontre dans son milieu sera adopté sans trop de difficulté.

### Couvées
La femelle pond généralement entre neuf et une quinzaine d’œufs. La couvée varie entre 28 et 30 jours.

## Population et menaces
La pose de nichoirs a permis au canard carolin de voir ses populations se développer aux États-Unis après une chasse abusive au début du XXe siècle. En cause, la récolte de ses plumes pour la confection de fausse mouche pour la pêche et de chapeau. L'espèce a été introduite dans divers pays d'Europe mais ne s'est pas aujourd'hui (2014) aussi bien acclimatée que par exemple le Canard mandarin.

## Élevage et sélection
Un certain nombre de variétés de sélection sont blondes et/ou blanches et sont considérées comme domestiques.

## Galerie

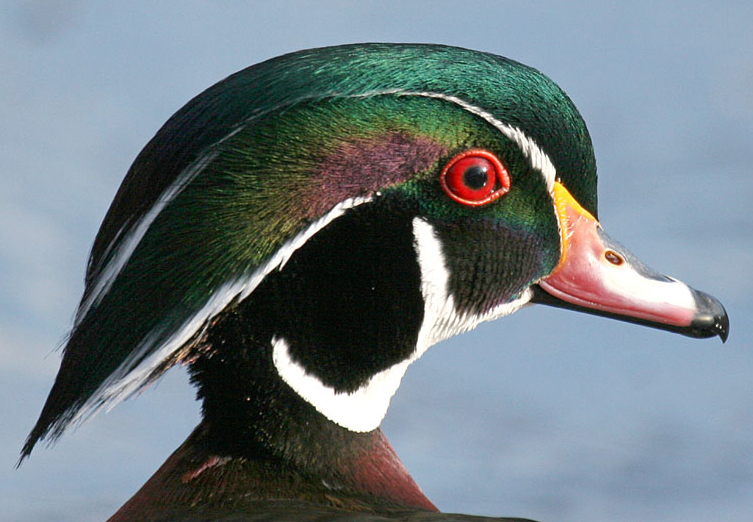
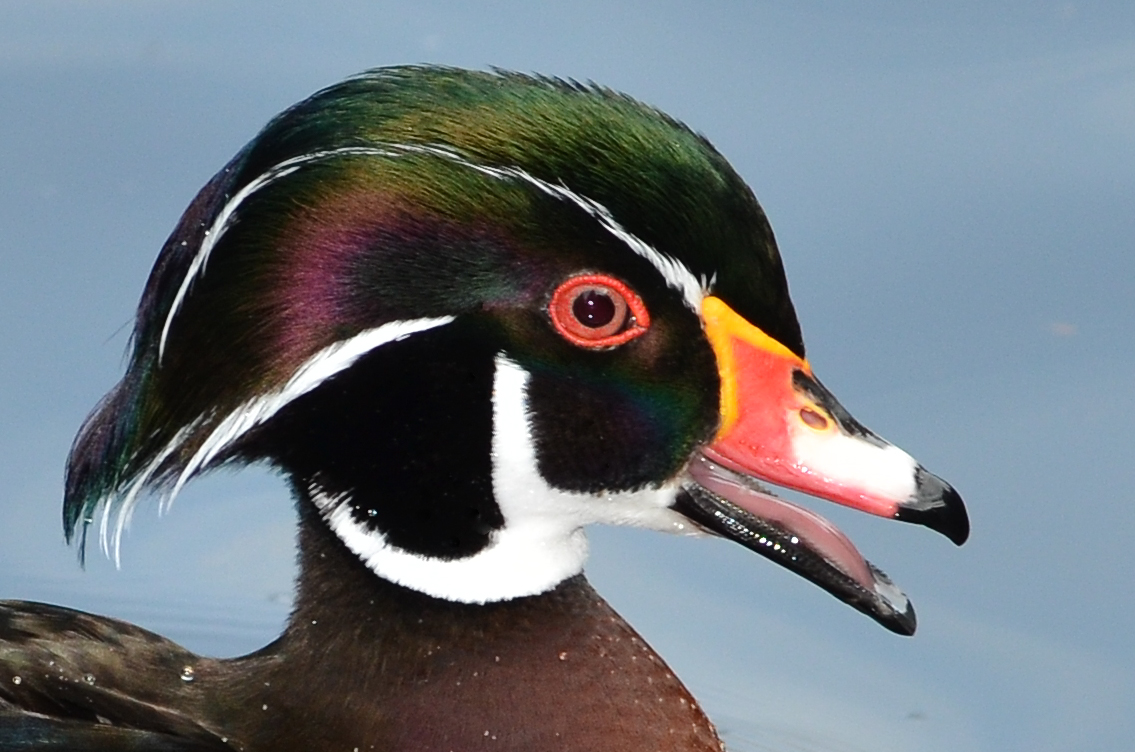
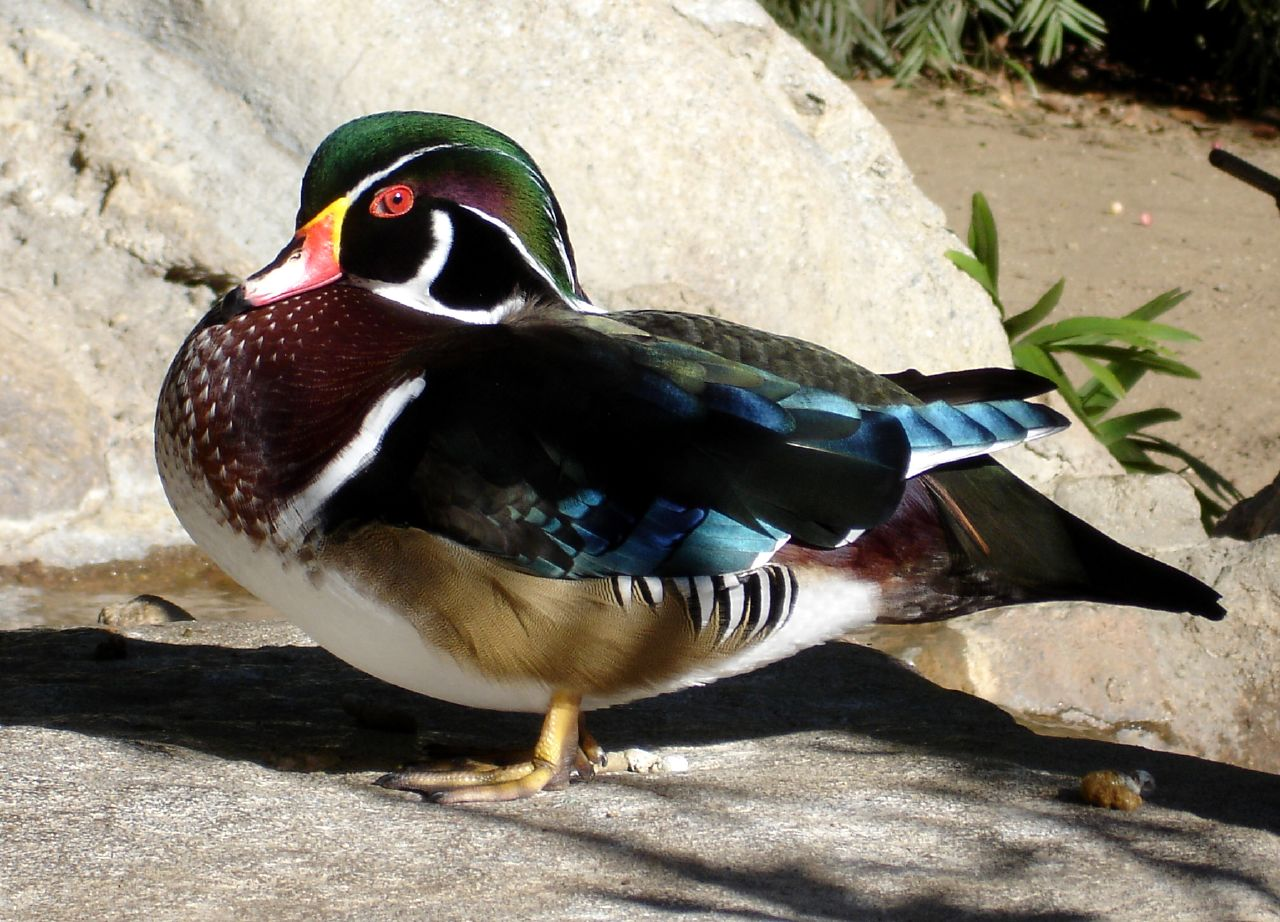
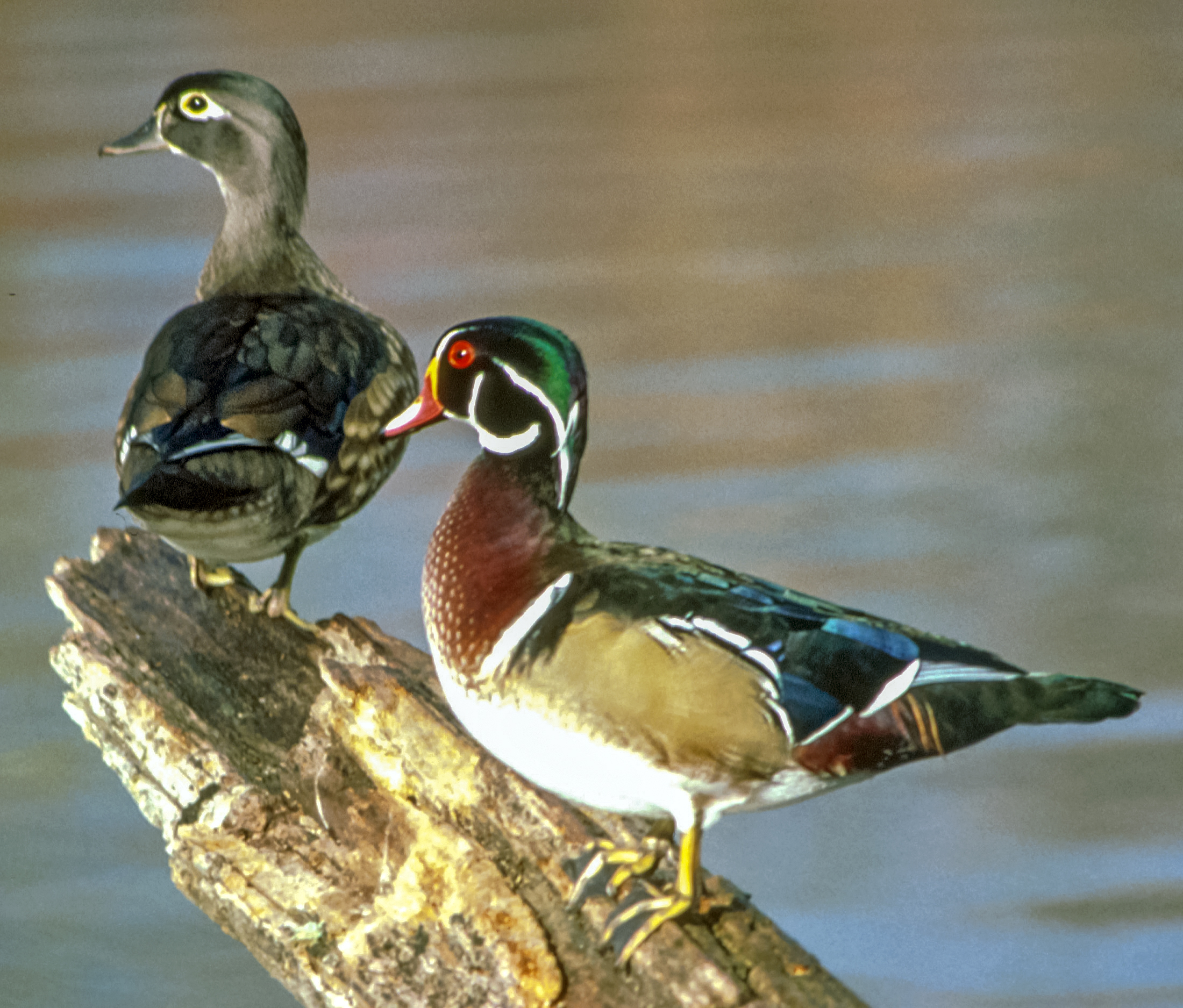
Couple d'Aix sponsa, mâle à droite.
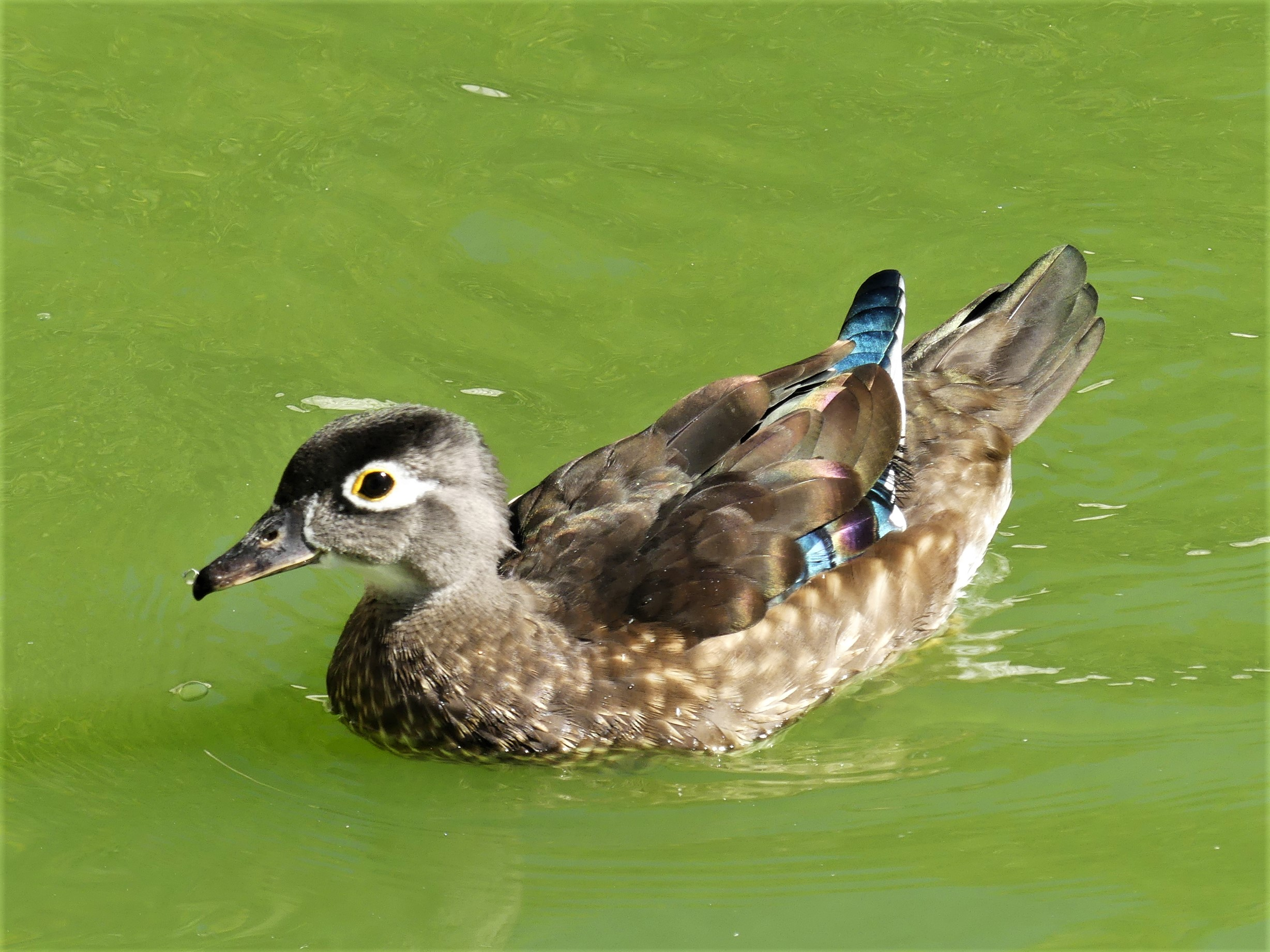
Femelle.
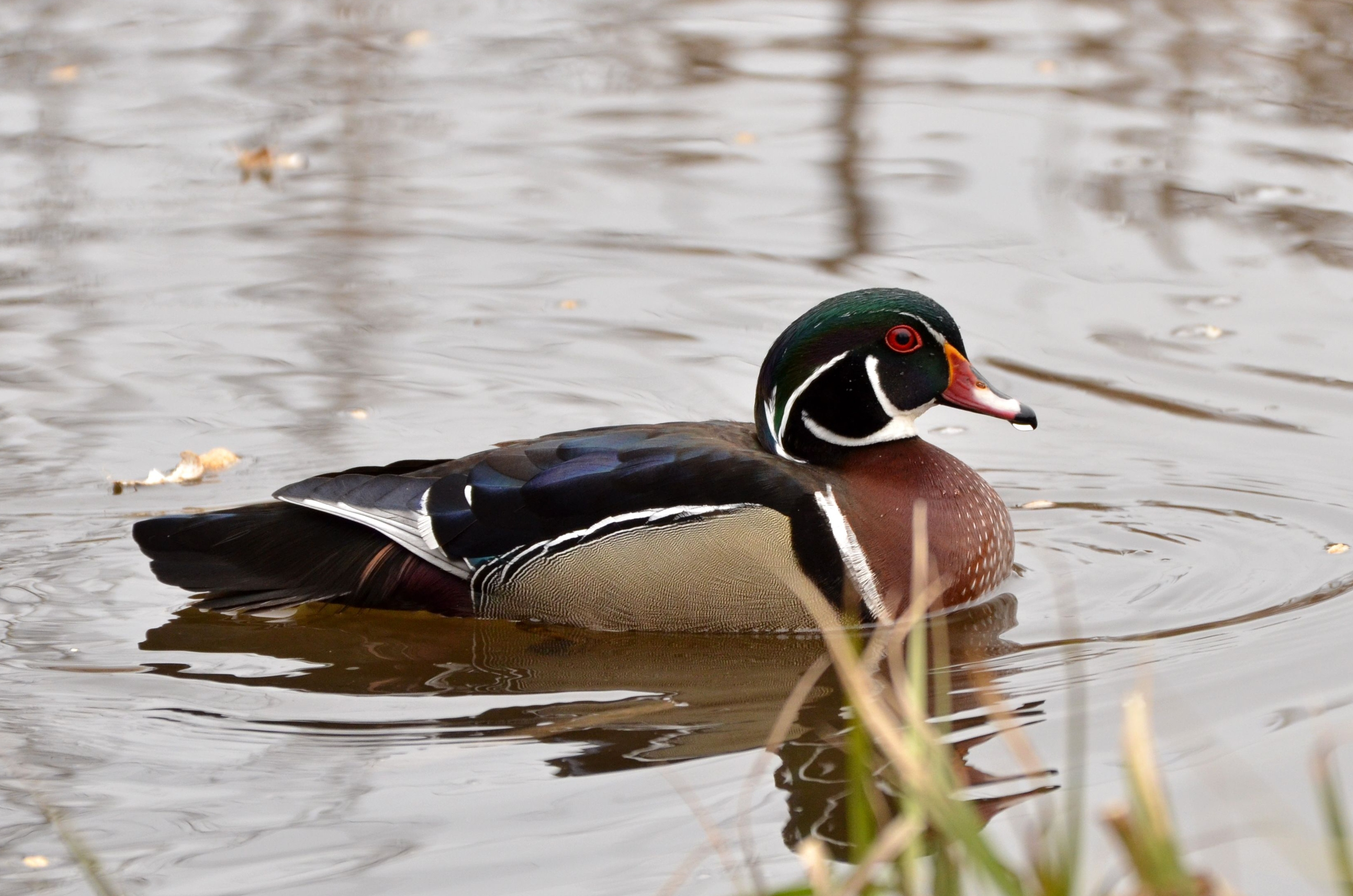
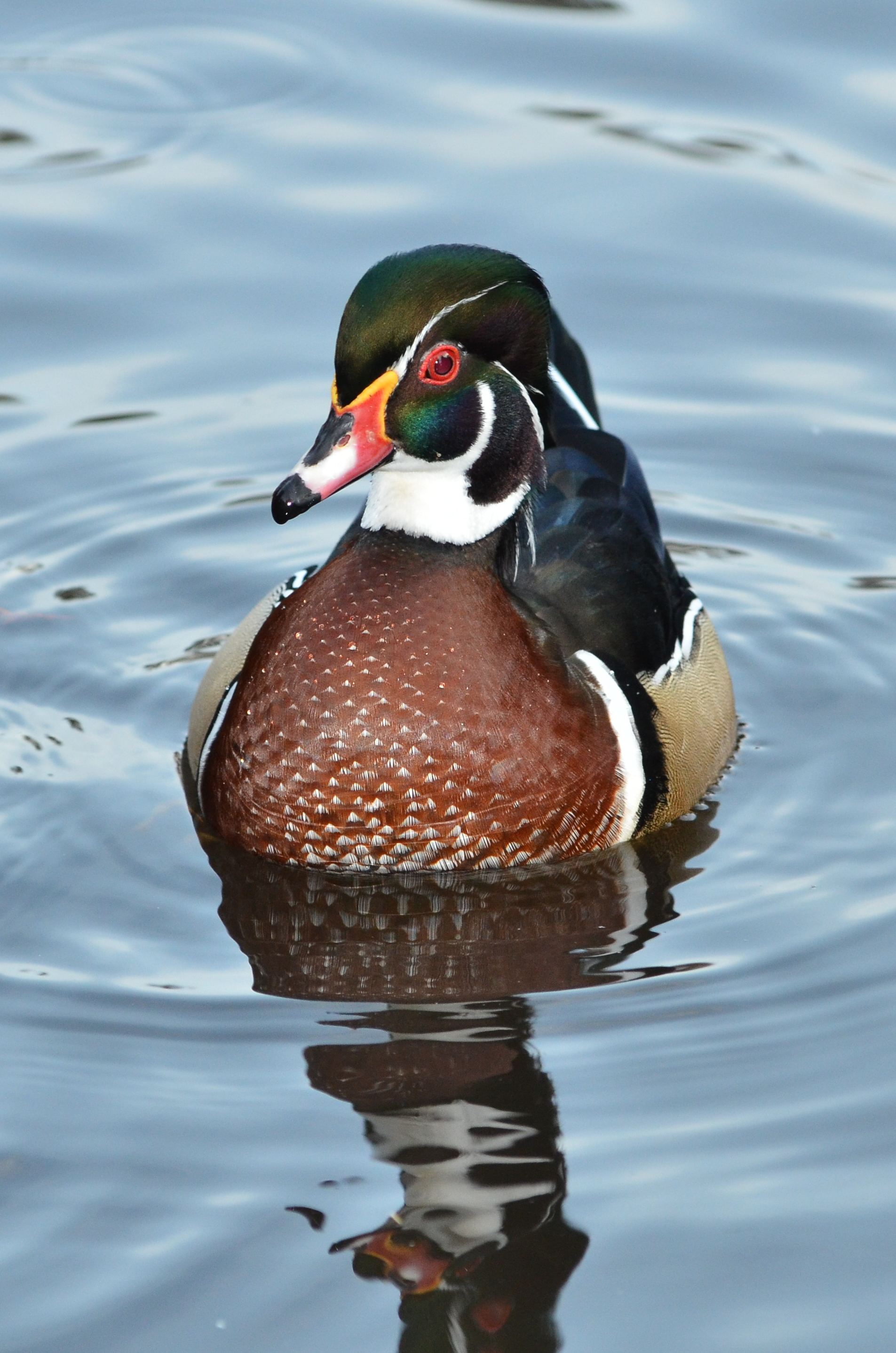
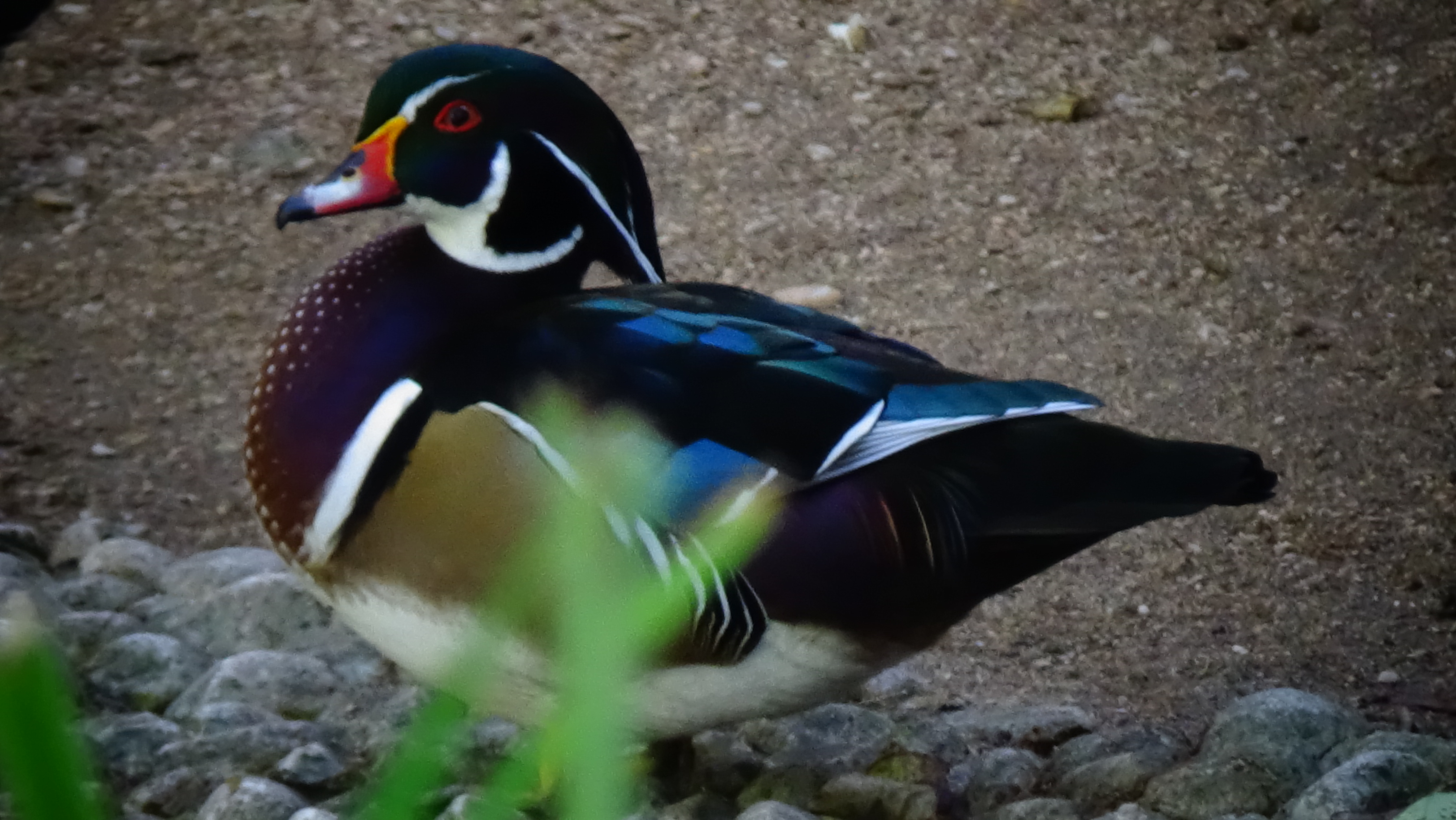
Mâle adulte - Ménagerie du jardin des plantes de Paris (France).
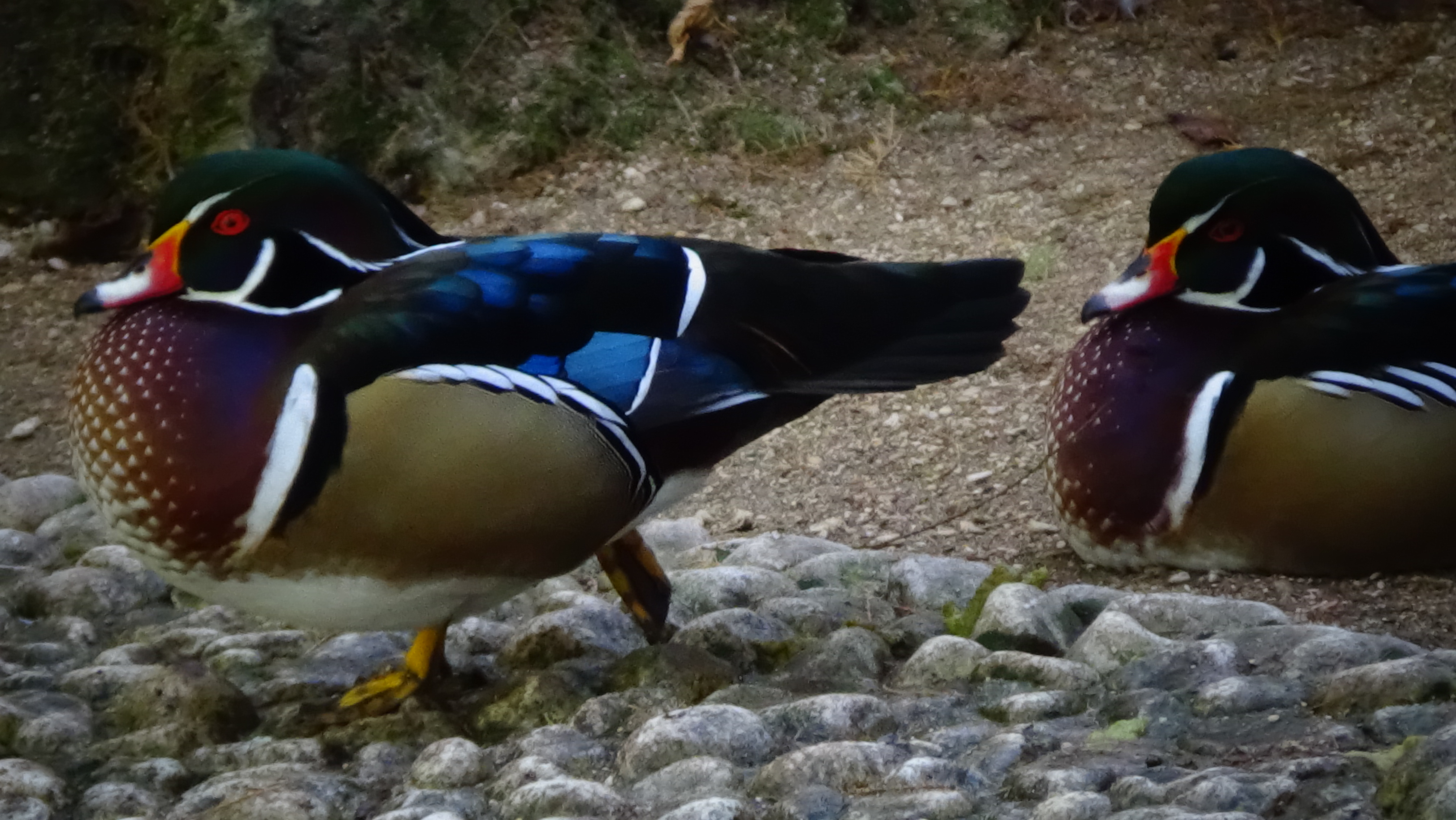
2 mâles adultes - Ménagerie du jardin des plantes de Paris (France).
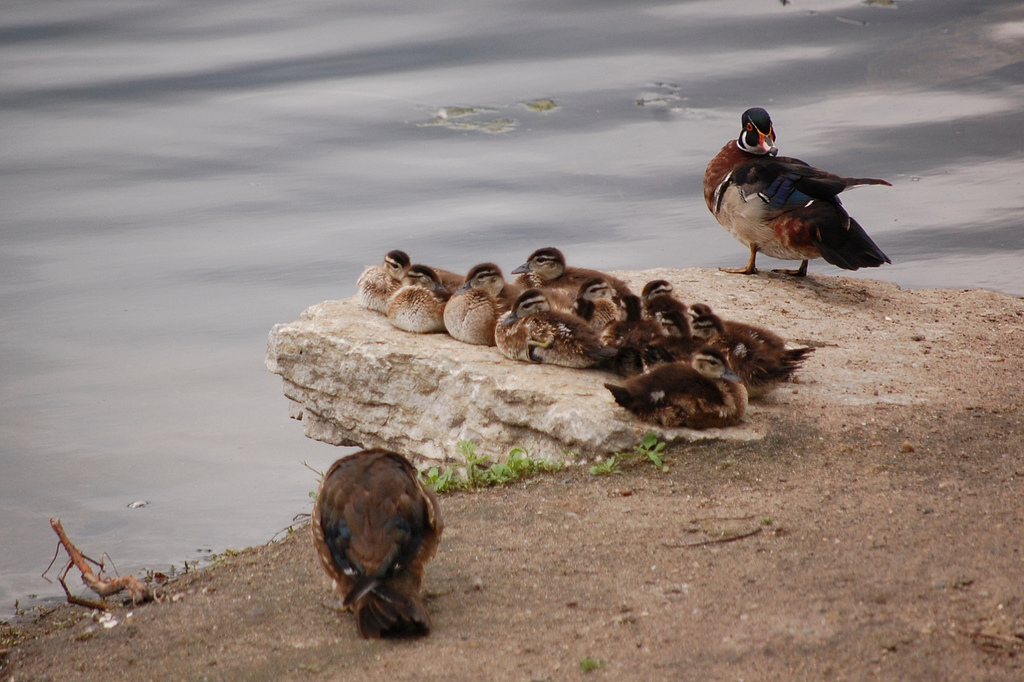
Couple avec ses jeunes.
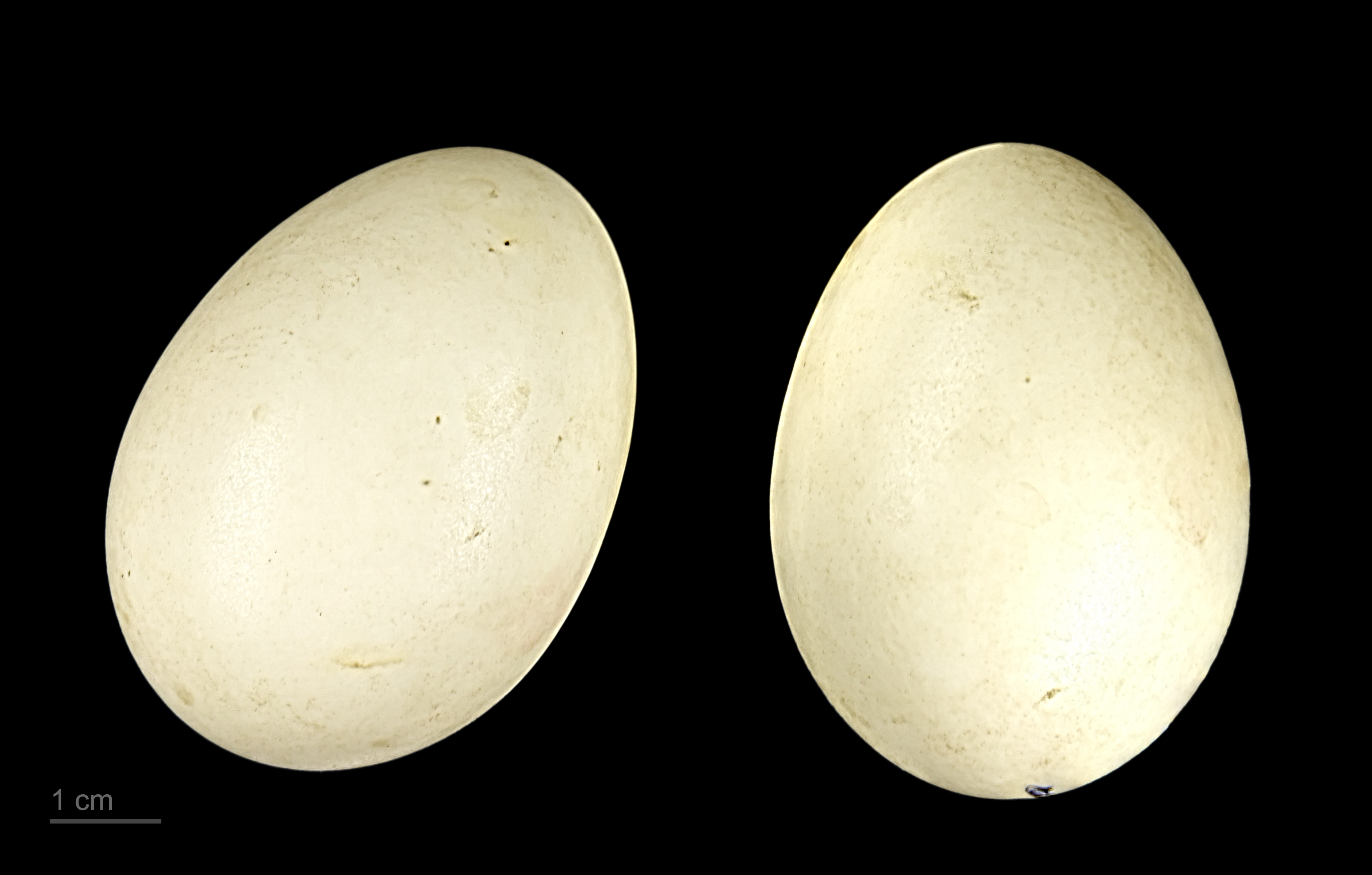
Œufs d'Aix sponsa - MHNT.
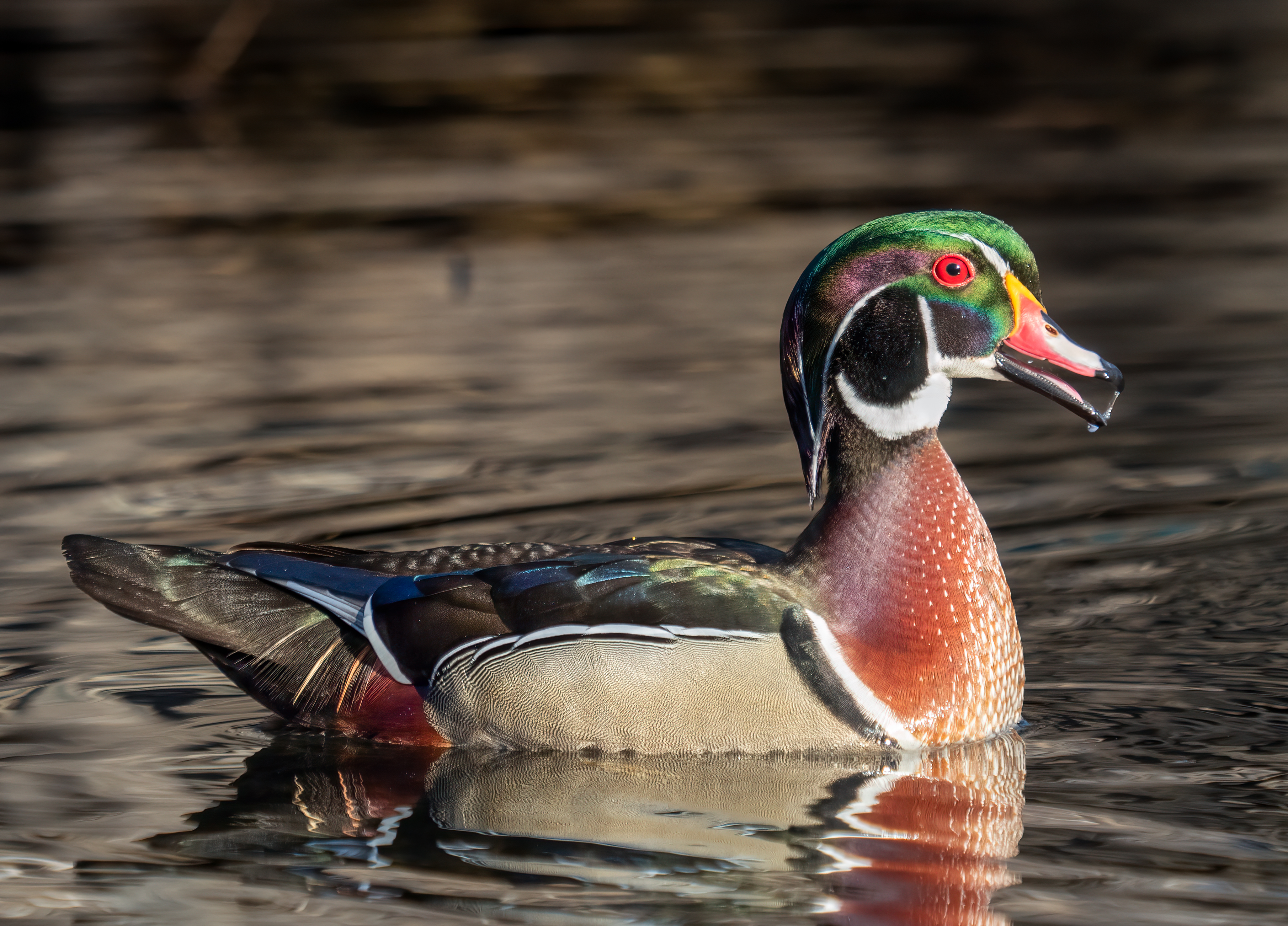
Canard branchu au The Ramble et The Lake, États-Unis. Février 2023.